# Lacaze
Lacaze é uma comuna francesa na região administrativa da Occitânia, no departamento de Tarn. Estende-se por uma área de 46.16 km², e possui 304 habitantes, segundo o censo de 2018, com uma densidade de 6.6 hab/km².